# Huilly-sur-Seille
Huilly-sur-Seille település Franciaországban, Saône-et-Loire megyében. Lakosainak száma 352 fő (2022. január 1.). Huilly-sur-Seille La Frette, Jouvençon, Loisy, Rancy, Savigny-sur-Seille és Simandre községekkel határos.

## Népesség
A település népességének változása:
| Lakosok száma | 323  | 321  | 334  | 334  | 339  | 341  | 347  | 352  | 352  |
|               | 2013 | 2015 | 2016 | 2017 | 2018 | 2019 | 2020 | 2021 | 2022 |